# Pastrami
Le pastrami est un mode de préparation de viande de bœuf, et, par métonymie, désigne souvent directement la viande ainsi préparée.

## Description

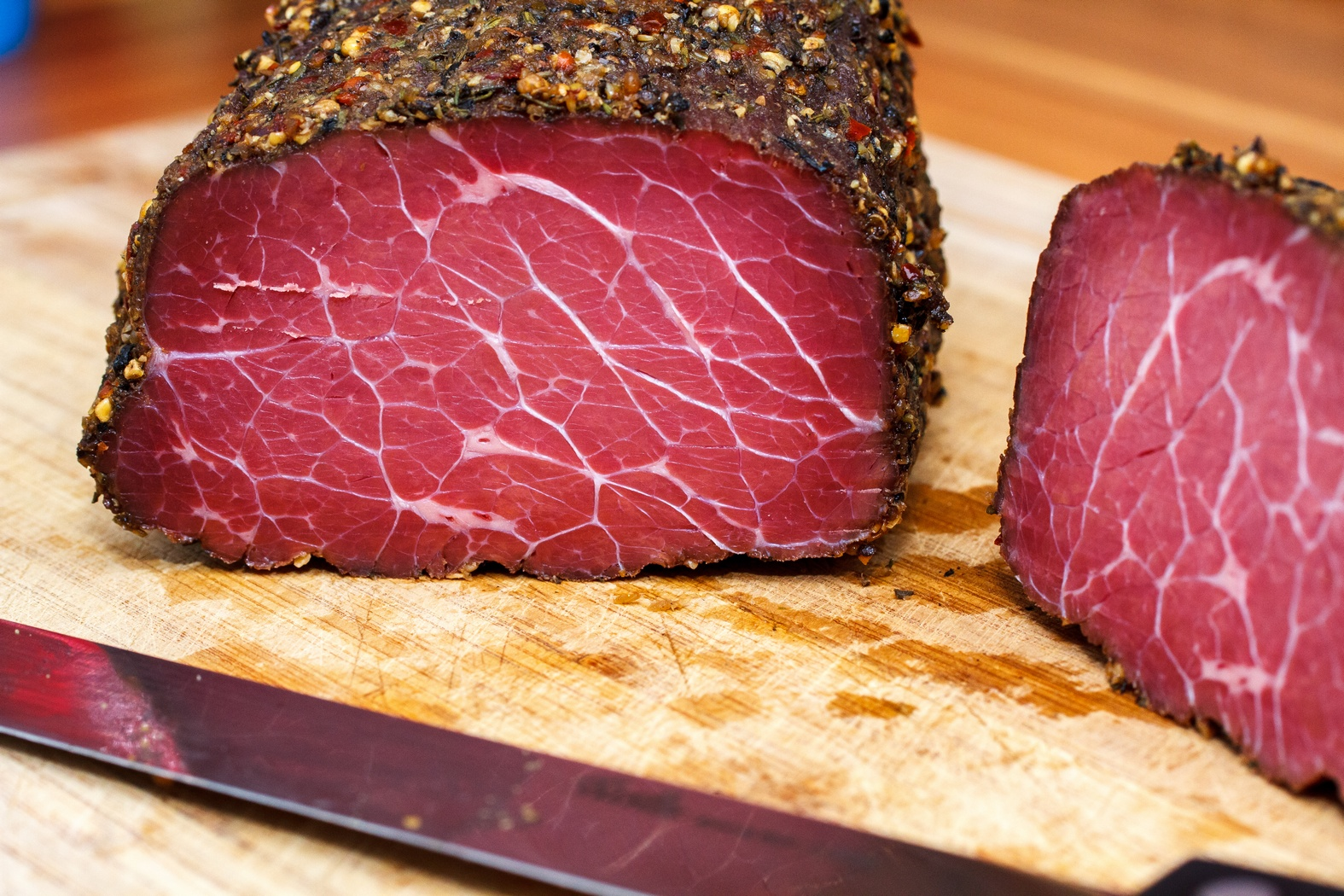
Pastrami préparé.

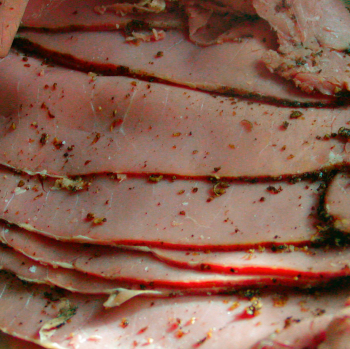
Tranches de pastrami.

Le morceau utilisé est le gros bout de poitrine. La préparation consiste à tremper ce morceau dans de la saumure, puis à le fumer, éventuellement après l'avoir farci de graines de piment vert. Diverses recettes font intervenir d'autres épices, comme la coriandre et le poivre.
Le pastrami est généralement présenté en tranches très fines (comme le carpaccio) et utilisé comme garniture de sandwich. Ces sandwichs vendus dans les delis (delicatessen) américains ont d'ailleurs rendu le pastrami populaire. Les plus célèbres delis de New York où acheter des sandwichs au pastrami sont Katz's Deli, Zabar's (en) ou 2nd Avenue Deli (en).
Ce mode de préparation était presque indispensable pour conserver la viande à l'époque où les réfrigérateurs n'existaient pas.

## Étymologie
Le terme « pastrami » viendrait du roumain « pastramă », tiré du verbe « a păstra » (conserver, garder), que le yiddish a emprunté et a exporté aux États-Unis durant la vague de migration du début du XXe siècle. La terminaison « -mi » serait due à l'influence de salami.
Selon une autre théorie, le mot serait une variante du turc pastırma ou basturma, désignant une préparation de viande de bœuf séchée traditionnelle du Proche-Orient. Le Dictionnaire explicatif de la langue roumaine (DEX) donne comme étymon du roumain « pastramă » le néo-grec « pastramás » et le turc « pastırma ».